# Leekstermeer
Leekstermeer (niz. Jezero poriluka; poznato i kao Zulthermeer)  je jezero u Nizozemskoj. To je najveće jezero u pokrajini Drenthe. Jezero i njegovo okolno područje, Leekstermeergebied, proglašeno je Ramsarskom močvarom od 2000.

## Geografija
Leekstermeer se nalazi u općini Noordenveld uz granicu pokrajina Drenthe i Groningen. Prije općinske reorganizacije 1990. pokrajinska granica prolazila je sjevernim dijelom jezera, nakon čega se ono nalazilo na sjevernoj obali. Jezero je dobilo ime po obližnjem selu Leek u Groningenu.
Zapadna strana, gdje se najviše odvija rekreacija na vodi, ima močvarno tresetno dno. Istočna polovica jezera ima tvrđe pješčano dno te je stoga pogodnija za jedrenje na dasci. Sjeveroistočni dio jezera poznat je i kao Rietboor. Jezero se prostire na 335 hektara i duboko je između 1 i 1,5 metara, s dubinama do oko 2,20 metara.
Vodotoci Leekster Hoofddiep, Leutingerwolderpolder, Rodervaart i Roderwolder Matsloot ulijevaju se u jezero. Voda napušta jezero preko Lettelberterdiep na sjevernoj strani i Munnikesloot (ili Munnikevaart) i Gave, Groningen na sjeveroistočnoj strani. Lettelberterdiep i Gave ulijevaju se u Hoendiep.

## Povijest
Podrijetlo jezera nije točno poznato, ali je vjerojatno nastalo tek nakon 1000. godine nove ere, vjerojatno kao rezultat slijeganja tla zbog drenaže treseta, možda u kombinaciji s povećanjem opterećenja vodom iz okoliša i poteškoće s odvodnjom preko sjevernog Groningen zijlena.
Jezero se također naziva Zulthermeer ili Zulthe, po geografskoj regiji između Nietapa i Rodena. Naziv Zulthe ponekad se tumači kao "slano jezero", jer je bilo u otvorenoj vezi s morem do 16. stoljeća. Međutim, udaljenost je prevelika da bi to imalo utjecaja. Pogotovo jer je bilo i nekih nl. zijlen (prevodnice) između jezera i mora u prošlosti, naime Niezijl i Aduarderzijl.

## Fauna
Nekoliko životinjskih vrsta koje su ugrožene u Nizozemskoj, a žive u jezeru i oko njega, uključuju kosca, riđe štijoke (Porzana porzana), rovku Neomys fodiens, puža Neomys fodiens i kukca Aeshna viridis.